# Boniface Simutowe
Boniface Simutowe   (Luanshya, 13 d'octubre de 1949 - 23 de desembre de 2014) és un exfutbolista zambià de la dècada de 1970.
Fou internacional amb la selecció de futbol de Zàmbia. Pel que fa a clubs, destacà a Broken Hill Warriors.
Trajectòria com a entrenador:
- 1975–1986 Red Arrows
- 1989–2005 Profund Warriors